# Erandique
Erandique est une municipalité du Honduras, située dans le département de Lempira. La municipalité est fondée en 1932. Elle comprend 15 villages et 132 hameaux.

## Source de la traduction
- (en) Cet article est partiellement ou en totalité issu de l’article de Wikipédia en anglais intitulé « Erandique » (voir la liste des auteurs).